# Liolaemus scapularis
Espèce
Statut de conservation UICN

 EN B1ab(i,iii,v) : En danger
Liolaemus scapularis est une espèce de sauriens de la famille des Liolaemidae.

## Répartition
Cette espèce est endémique d'Argentine. Elle se rencontre dans les provinces de Catamarca, de Tucumán et de Salta. On la trouve entre 1 600 et 2 400 m d'altitude.

## Description
C'est un saurien ovipare.

## Publication originale
- Laurent, 1982 : Description de trois espèces nouvelles du genre Liolaemus (Sauria, Iguanidae). Spixiana, vol. 5, no 2, p. 139-147 (texte intégral).